# Altered Carbon
Altered Carbon е американски киберпънк научнофантастичен телевизионен сериал, създаден от Лаета Калогридис въз основа на едноименния роман от Ричард К. Морган и пуснат онлайн на 2 февруари 2018 г. в „Нетфликс“, включително и за френскоговорящите страни. Втори и последен сезон е пуснат от „Нетфликс“ на 27 февруари 2020 г.
Тази антиутопия се занимава с философски теми като разделянето на душата и тялото, безсмъртието и идентичността.

## Сюжет
В бъдеще, в което хората могат да прехвърлят умовете си между телата, един бунтовник е върнат към живот 250 години след смъртта си, за да разреши жестокото убийство на най-богатия човек в света в замяна на неговата свобода. За да постигне това, той ще трябва да намери съюзници, да обърне внимание на всеки детайл и да помни какво му е внушено като „дипломатически корпус“ („дипло“).
Основният сюжет на първия сезон се развива през 2384 г. във футуристичен град Бей Сити. В това бъдеще паметта и съзнанието на човек могат да се съхраняват на диск, имплантиран в шията на тялото му (човешко или синтетично). В случай на физическа смърт тези дискове за съхранение (стек) могат да бъдат прехвърлени в нова заготовка, но човек все пак може да бъде убит, ако дискът му бъде унищожен. Макар че теоретично това означава, че всеки може да претендира за безсмъртие, на практика само най-богатите – математиците, във връзка с Матусал – имат средствата да направят това чрез използването на клонинги и отдалечени резервни копия на тяхното съзнание.